# Imru-l-Qays ibn Amr
Imru-l-Qays ibn Amr ibn Adí —àrab: امرؤ القيس بن عمرو بن عدي, Imruʾ l-Qays b. ʿAmr b. ʿAdī— fou rei dels làkhmides del 288 al 328. Va succeir al seu pare Amr I ibn Adí (268-288).
La inscripció de Namara el qualifica de rei de tots els àrabs. Va ser un rei guerrer que va fer conquestes a Aràbia, i es va aliar als romans. Va morir el 328 i fou enterrat a al-Namara. A la seva mort la situació fou molt confosa, però no en sabem gaire cosa per manca de dades. Hi apareix un sobirà anomenat Aws ibn Qal·lam